# ليو واتسون
ليو واتسون (30 يوليو 1885 في المملكة المتحدة - 21 نوفمبر 1961 بكرايستشرش في نيوزيلندا) (بالإنجليزية: Leo Watson)‏ هو لاعب كريكت نيوزلندي.

## وصلات خارجية
- ليو واتسون على موقع إي آس بي آن كريك إنفو (الإنجليزية)